# Charlie Dingo
Charlie Dingo est un film français réalisé par Gilles Béhat et sorti en 1987.

## Synopsis
Charlie, marin nostalgique, harcèle son ex-femme avec qui il désire renouer. Mais elle est remariée avec William.

## Fiche technique
- Réalisation : Gilles Béhat
- Scénario, dialogues :  Jean Herman
- Photo : Pierre Lhomme
- Musique : Christian Chevallier
- Décors : Jacques Dugied
- Montage : Geneviève Vaury
- Production déléguée : Philippe Grumbach
- Production exécutive : Jean Nainchrik
- Société de production : Septembre Productions
- Société de distribution : UGC
- Pays d’origine :  France
- Langue originale : français
- Format : couleur — 35 mm
- Genre : comédie dramatique
- Durée : 105 minutes
- Date de sortie : 7 octobre 1987

## Distribution
- Guy Marchand : Charlie Dingo
- Caroline Cellier : Georgia Wolski
- Laurent Malet : Mathieu
- Niels Arestrup : William
- Brigitte Roüan : Marie-Mécanique
- Maurice Barrier : Chinaski
- Jean-Claude Dauphin : Jupin
- William André : René
- Roland-Bernard : Le routier
- Jean-Claude Bouillaud : Le garagiste
- Jean-Michel Branquart : Le père jésuite
- Alexandre Gaunard : Le flic
- Olivier Granier : L'aveugle
- Isabelle Maltese : Lili Pioncette
- Armand Meffre : Louis
- Christian Rauth : Fruits et Légumes
- Yves Savel : Le forain
- Patrick Simon : Le directeur des assurances
- Véronique Vellard : Michou